# Pierre Vignal
Pour les articles homonymes, voir Vignal.
Ne doit pas être confondu avec Pierre Vignal (1538-1640).
Pierre Victor Louis Vignal, né au Bouscat, commune de la ceinture nord de Bordeaux le 7 juillet 1855 et mort le 23 février 1925 au sein de la Clinique Oudinot dans le 7e arrondissement de Paris, est un peintre aquarelliste français.

## Biographie
C’est un homme de métier, il n’a pas tenu de journal, n’a pas laissé d’écrits comme beaucoup de peintres qui pensent à leur postérité. Les documents qu’il nous a laissés sont ses aquarelles, dont une grande partie a été reproduite pour diverses éditions.

### La formation
Fils de négociant, il débute à Bordeaux avec le peintre Maxime Lalanne qui l’initie à la gravure et à la peinture. Devant ses dispositions, il lui conseille d'aller à Paris. Vignal doit effectuer d'abord son service militaire en 1875 à Saint-Malo et va ensuite à Paris. Cette même année, il expose pour la première fois au célèbre « Salon des artistes français ». Il y obtient une médaille de 3e classe en 1901, puis une médaille de 2e classe en 1907. Devenu sociétaire de cette institution en 1883, il expose ensuite hors-concours. À partir de cette époque, il expose au moins une fois par an. Il est aussi un membre de la Société des aquarellistes français. 
Il est reçu à l’atelier de Henri Joseph Harpignies, grand peintre paysagiste classique et grand aquarelliste. Ce dernier lui conseille : « Sachez que la couleur n’existe pas. Les Grands maîtres, à la fin de leur vie, n’avaient que la sépia sur leur palette ». C’est la maîtrise du dessin qui lui sera transmise par ce grand Maître. Mais Vignal aime les couleurs. Il ira les chercher dans ses nombreux voyages autour de la Méditerranée. En attendant, il poursuit sa formation en allant séjourner avec les peintres de Barbizon et ceux d’Auvers-sur-Oise.

### Le peintre voyageur

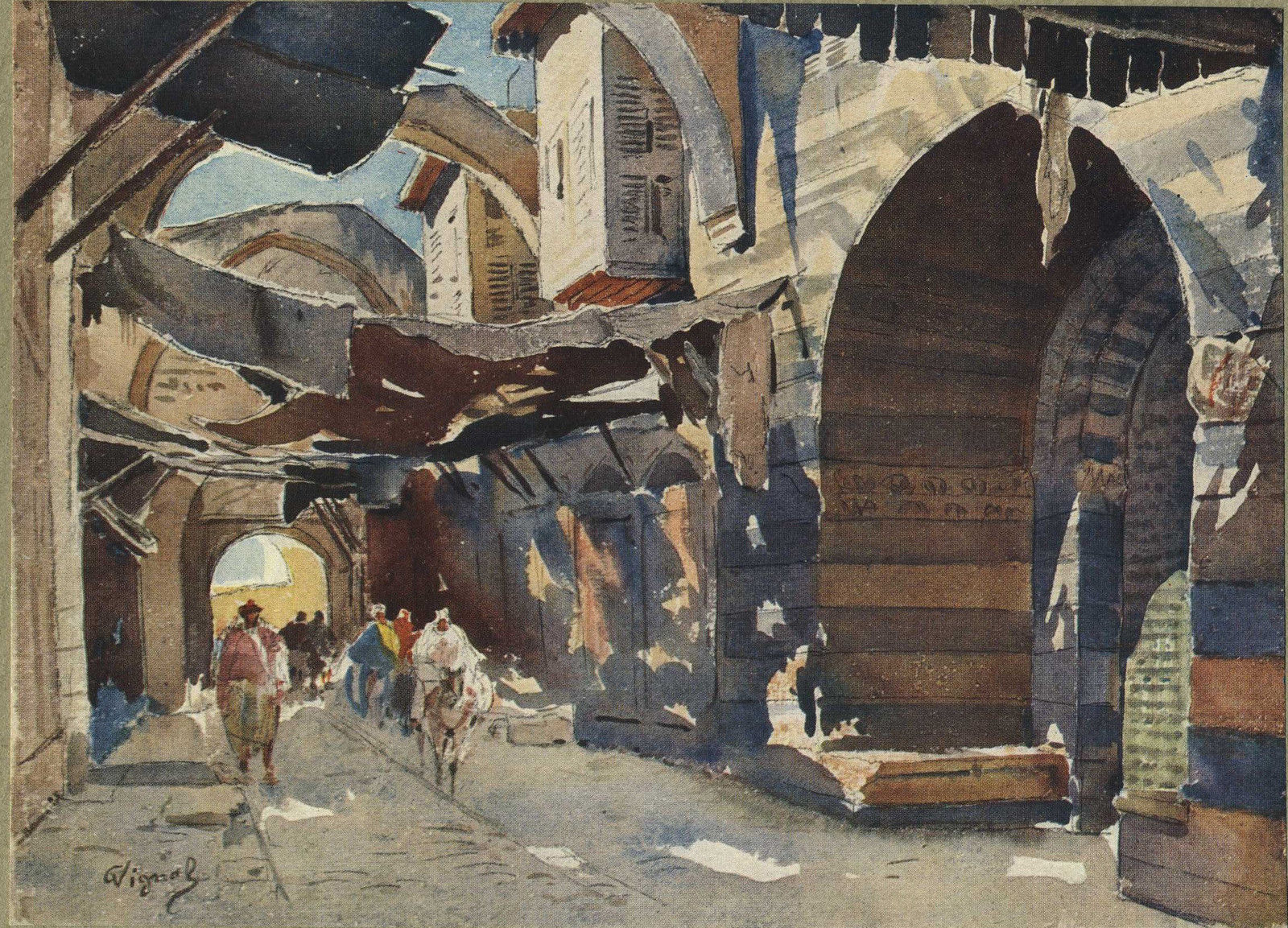
Vue du bazar d'Alep en 1922.

À cette époque les peintres voyagent beaucoup. Le train et les bateaux à vapeur leur ouvrent de nouveaux horizons. L'orientalisme est à la mode, il faut donc aller sur place. Vignal est un grand voyageur, son premier voyage l’amène en Grèce, où il est ébloui par la lumière de la Méditerranée. Ensuite, il se rend en Espagne et bien sûr, très souvent en Italie. 
En 1914, il est membre de l’expédition commandée par le résident général, le futur maréchal Lyautey, au Maroc, chargé de rapporter les plus belles images de ce pays. 
En 1922, c’est le général Gouraud, Haut Commissaire de la République française pour cette nouvelle région du Levant, qui le sollicite pour l’accompagner en Syrie, dont le mandat est confié à la France. À son retour, une exposition de ses aquarelles sur le Liban et la Syrie remporte un vif succès.

### Un pédagogue
Il est aussi un maître de l’aquarelle, reconnu et apprécié des élites parisiennes. Il dispense son enseignement dans son atelier à Paris, où il occupe l’ancien atelier d'Ingres au 7 quai Voltaire, au premier étage au fond le la cour. Il reçoit des élèves, souvent fortunés parce qu’il est renommé. Se souvenant d’Harpignies, il disait à ses élèves : « Si vous n’avez que trois séances pour faire une aquarelle, passez en deux à faire le dessin. ». Il enseignait un métier.
Il épouse une de ses élèves, Camille Carlier, en 1920. Son atelier se féminise après cette date.

### Un peintre renommé
Pierre Vignal est décoré de la Légion d'honneur en 1912.
Sam Chamberlain écrit dans son livre Etched in sunlight  Fifty years in he Graphic Arts (publié par Boston Public Library en 1968) : « Durant l’été 1924, Guillaume Emerson, un éminent architecte américain qui avait fait ses études aux Beaux Arts de Paris dans l’atelier de Victor Laloux, était à Paris pour préparer l’édition d’un livre « Old bridges in France ». Il avait demandé à Georges Gromort, architecte ancien camarade d’atelier, d’écrire les textes, et à Pierre Vignal de faire plus de quarante aquarelles pour illustrer ce livre. Ces aquarelles apparaissent quelquefois sur le marché de l’Art.
Henri Lavedan écrit le catalogue d'une exposition, un an après sa disparition, à la galerie Georges Petit à Paris en 1926.
Peintre de la Méditerranée, Vignal est aussi classé parmi les Orientalistes. L’aquarelle est son unique forme d’expression, il a su en tirer le meilleur parti. En 2001, un hommage lui est rendu par une exposition rétrospective de son œuvre à l’Ermitage de Compostelle au Bouscat, son lieu de naissance.
Sa présence est toujours vivante sur le marché de l’Art mais aussi dans les anciennes éditions qu'il a illustrées et dans certains numéros de l’Illustration.

## Illustrations pour l'édition

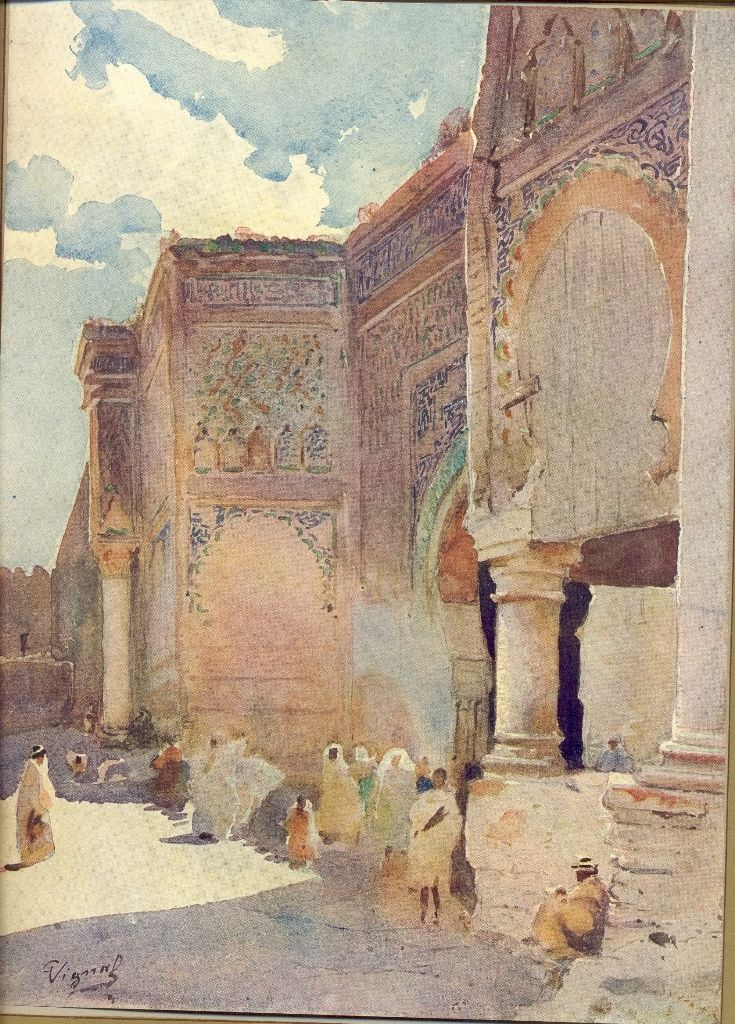
La Porte du renégat à Meknès (1914).

- Gabriel Faure, Au pays de Saint François d’Assise, 1916.
- Gabriel Faure, Au pays de Catherine de Sienne, Grenoble, J.Rey, 1918.
- Gabriel Faure, Au bord du Rhône de Lyon à Arles, 1922.
- Gabriel Faure, " Les jardins de Rome ", Aquarelles de Pierre Vignal, Éditions J. Rey, Grenoble, 1923.
- Camille Mauclair, L’Art et le ciel vénitien, 1925. Traduit en anglais, The Art and Skies of Venice, éd. Jansen, Cleveland, Ontario, 1925.
- Gabriel Faure, Villes d’art en Italie du Nord : Milan, Bergame, Brescia, Vérone, Vicence, Bassano, 1926.
- Gabriel Faure, Rome, Grenoble, J. Rey, 1927.
- Henry Bordeaux, Le Livre de Jérusalem, Grenoble, J. Rey, 1927.
- Camille Mauclair, Naples l'éclatante, Capri, Amalfi, Sorrente, 1928.

## Pour «l’Illustration» entre 1903 et 1925
Ses aquarelles seront tirées en phototypes et collées une par une sur la revue. On trouve quelquefois ces phototypes, extraits de la revue, en vente à l’unité, plus cher que la revue. 
- Henri de Régnier (ill. Pierre Vignal), « L'encrier rouge », L'Illustration,‎ décembre 1907, p. 11-17 (lire en ligne).

- Raymond Recouly (ill. Pierre Vignal), « Un dialogue de la pierre et de l'eau », L'Illustration,‎ 7 décembre 1907, p. 23-30 (lire en ligne).

- « Le Maroc » (ill. Pierre Vignal), L'Illustration, no 3901,‎ 15 décembre 1917, p. 1-48 (lire en ligne).

## Archives
- Archives municipales de la ville du Bouscat : Registre de naissance - 1855 - no 31
- Archives nationales - Paris : 
  - F21/4345 : Commandes et acquisitions par l'État: dossier Pierre Vignal - 1911
  - F21/4281 : Commandes et acquisitions par la commission des Beaux-Arts de l'État : dossier Pierre Vignal - 1907